# Voldertalbach
Le Voldertalbach est une rivière autrichienne de 14,6 km de long qui coule dans le land du Tyrol et le district d'Innsbruck-Land. Il est un affluent de l'Inn et donc un sous-affluent du Danube.